# Činukové

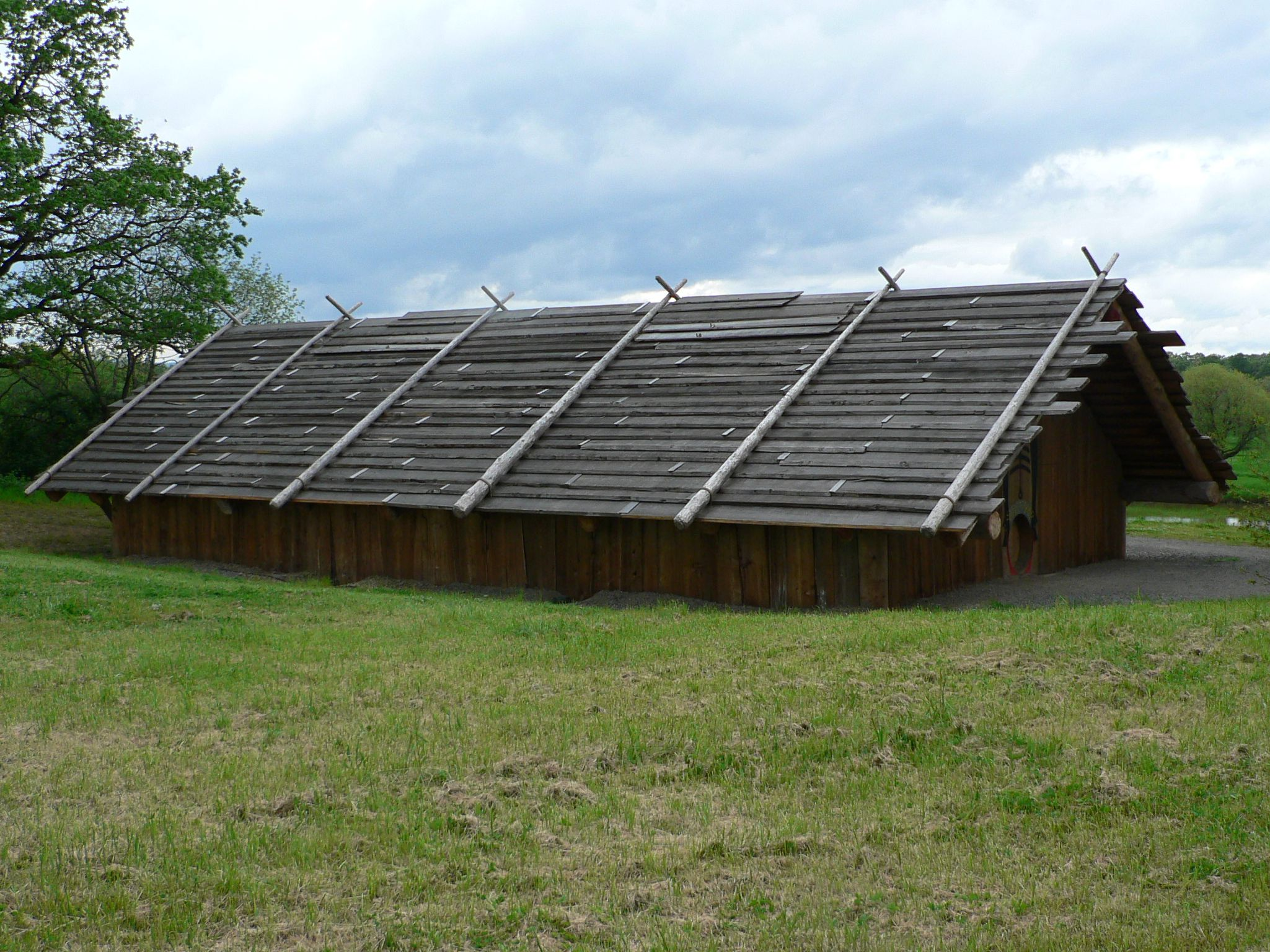
Replika domu Činuků (foto z roku 2005)

Jako Činukové jsou označovaní příslušníci indiánského kmene, kteří žijí na severozápadě Spojených států. Činukové žijí na relativně malém území podél řeky Columbia v místech, kde se nachází dnešní státy Oregon a Washington. V roce 1805 se s nimi střetla Expedice Lewise a Clarka. Počet registrovaných Činuků je přes dva tisíce, většinou žijí v rezervaci ve státě Washington. Většinou hovoří již pouze anglicky a nikoli svým jazykem, náležejícím do jazykové rodiny penutia (je příbuzný jazykům kalifornských indiánů).
Činukové patří mezi indiánské kmeny severozápadního pobřeží. Živili se převážně rybolovem (hlavně lovem lososů), ale také sběrem jedlých rostlin, lov byl méně významný. Jejich společnost byla matrilineární. Žili v osadách, tvořených velkými prkennými domy, které však, na rozdíl od severněji žijících kmenů (Sališové, Kvakiutlové, Tlingitové), nezdobili totemovými sloupy. Z řemesel bylo významné tkaní a řezbářství, zejména výroba velkých kánoí. Prosluli také jako obchodníci, kteří organizovali směnný obchod v celé oblasti severozápadního pobřeží Ameriky. Platidlem byly většinou ulity ušní a kelnatek, ale také měděné destičky, mezi obchodním artiklem se vyskytovaly kožešiny, tkané přehozy (tzv. čilaktské pokrývky), dlabané kánoe, rybí tuk, ale i otroci). K obchodním účelům byl v 18. a 19. stol. používán zvláštní jazyk, tzv. činucký žargon, založený na bázi činuckého jazyka, ale ovlivněný také jazykyk sousedních kmenů, angličtinou a francouzštinou. Z činuckého jazyka pochází např. slovo potlač, rituál, spojený s rozdílením darů, který byl rozšířený u všech severozápadních indiánů.

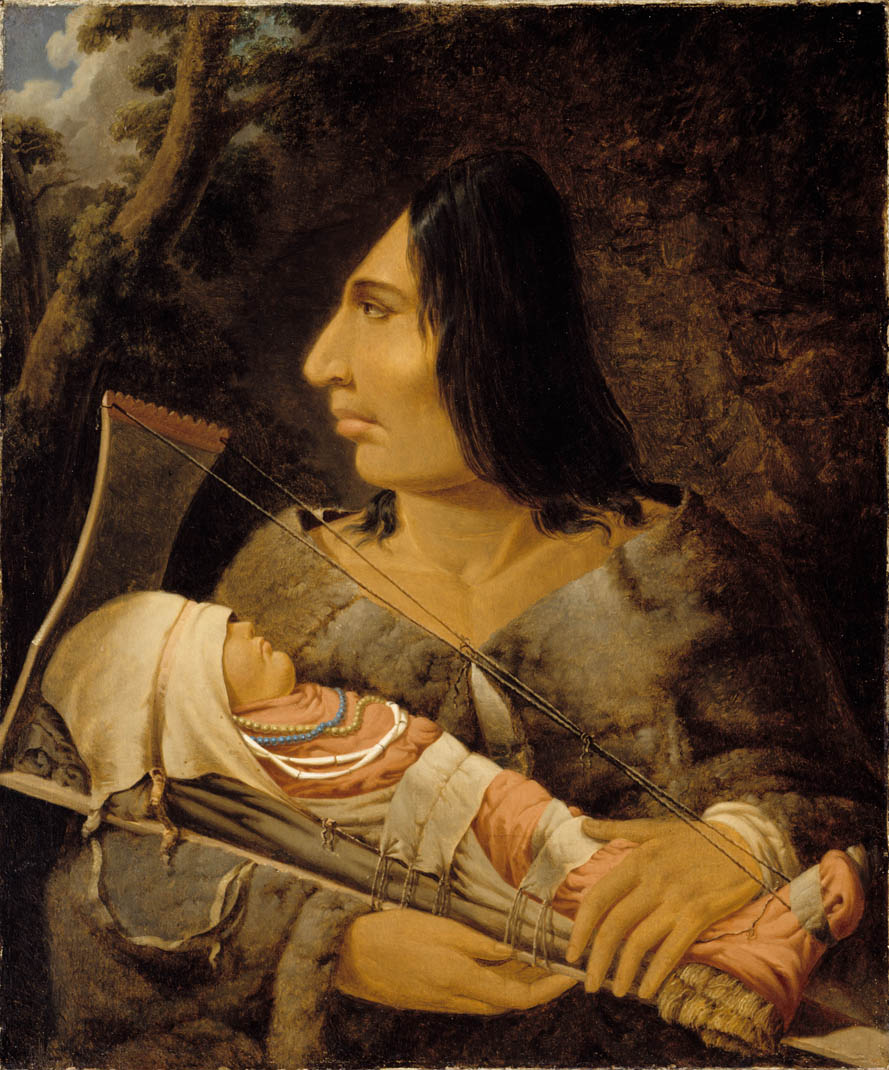
Deformace lebek Činuků na obraze Paula Kaneho.

Činukové pokládali za znamení krásy a urozenosti ploché, dozadu ubíhající čelo. Proto svým dětem uměle deformovali lebky pomocí destiček, pevně přivázaných k čelu.